# Космирин
Космирин — село в Україні, у Золотопотіцькій селищній громаді Чортківського району Тернопільської області.
Розташоване поблизу р. Дністер, на півдні району, за 12 км від адміністративного центру громади смт. Золотий Потік і 25 км від найближчої залізничної станції Бучач.
До 2020 центр сільради, якій було підпорядковане с. Набережне. До Космирина приєднані хутори Гончарка та Млинки.
Територія — 2,5 кв. км.
Дворів — 360.
Населення — 1136 осіб (2014).

## Історія
Поблизу села виявлено археологічні пам'ятки пізнього палеоліту.
Перша письмова згадка датована 1454 р., наступні — 1457 р., 1459 р., 1465 р., як власність Теодорика з Бучача, Станклава з Ходорівставу, Михайла з Бучача й Язловця (згідно з Актами гродськими і земськими).
1 січня 1457 року: дідич Станіслав з Ходороставу (тепер місто Ходорів Львівської области) з роду Ходоровських гербу Корчак заставив свої села Сновидів та Космирин шляхетному Paulo de Petrilow (Павелу з Петрилова) в обмін на грошову позику.
Наступна згадка — 1538 р.
Назва села, за однією з версій, — від слов'янського імені Косма (Кузьма). За леґендою, дівчата-галичанки відкупилися від половців волоссям — «космами купили мир».
У 1832 р. діяла парохіяльна школа.
1880 р. проживало: 805 українців, 40 поляків, 92 євреї.
Перед Першою світовою війною у селі було 185 будинків.
У 1915 р. — 1300 осіб, власник маєтку — В'ячеслав Потоцький.
Діяли українські товариства «Просвіта», «Січ», «Луг», «Сільський господар», «Рідна школа», кооператива.
У Леґіоні УСС та УГА загинули або пропали безвісти: М. Бойчук, Й. Брезіцький, Г. Бучак, М. Дзівульський, Ф. Заріцький, А. Калужницький, М. Козевич, С. Крихівський, А. Смерека, М. Фединяк, М. Юрчук, Г. Янківський.
До Другої світової війни у Космирині діяли філії товариств «Просвіта» (у 1908 р. — 22 члени, 70 книг), «Січ», «Луг», «Сільський господар», «Хліборобський вишкіл молоді», «Рідна школа» та ін., а також хор, кооператива «Зоря», молочарня.
У початковій школі навчалося 65 учнів. 1939 р. в населеному пункті проживало: 1510 українців, 160 поляків, 20 євреїв.
18 вересня 1939 р. з приходом Червоної армії відбувся мітинґ, на якому головою сільради обрали М. Дмитрика; почали діяти клуб ім. І. Франка та бібліотека, до якої завезли радянську літературу. 21 липня 1941 р. у м. Умань на Черкащині органи НКВС без суду розстріляли уродженців села Федіра Євчука і Марію Янковську.
8 липня 1941 р. — 22 липня 1944 р. Космирин — під німецькою окупацією.
На початку квітня 1944 р. під час звільнення села від нацистів загинуло понад 50 його мешканців, спалено 60 будинків. У Червоній армії загинули або пропали безвісти: В. Антко, Т. Біляк, М. Бобик, В., І., П. Гаврилюки, Мик. і Мих. Деркачі, С. Дзівульський, Д. і Ф. Юрчуки. 1946 р. в Космирині загинув і там похований стрілець УПА Д. Кушик.
В ОУН і УПА загинуло 4 уродженці села: Й. Ковбас, Ф. Лопушняк, М. Смерека, І. Павлюк.
У дивізію «Галичина» вступив 31 космиринець.
За участь у національно-визвольній боротьбі ОУН і УПА в 1944—1953 рр. заарештовано 27 осіб; усього репресовано і згодом реабілітовано 63 жителі Космирина.
1947 р. на території села утворено два колгоспи, які у 1950 р. об'єднано.
1959 р. село Космирин передано до Стінківської сільради і колгоспу «Дністер».
У січні 1992 р. села Космирин і Набережне об'єдналися в селянську спілку «Галичина», в якій працювало понад 350 осіб; згодом розпайована.
У 1993—2015 рр. Космирин — центр сільради.
У 2004 р. село газифіковане (понад 200 господарств).
У травні 2017 в ЗМІ появилася інформація про те, що планується ремонт 10,5 км відтинку місцевої автодороги Порохова — Космирин у 2017 році.
12 червня 2020 року, відповідно до Розпорядження Кабінету Міністрів України від № 724-р «Про визначення адміністративних центрів та затвердження територій територіальних громад Тернопільської області», увійшло до складу Золотопотіцької селищної громади.
19 липня 2020 року, в результаті адміністративно-територіальної реформи та ліквідації Бучацького району, село увійшло до складу Чортківського району.

## Політика

### Парламентські вибори, 2019
На позачергових парламентських виборах 2019 року у селі функціонувала окрема виборча дільниця № 610160, розташована у приміщенні клубу.
Результати
- зареєстрований 681 виборець, явка 59,91 %, найбільше голосів віддано за «Європейську Солідарність» — 33,00 %, за Всеукраїнське об'єднання «Батьківщина» — 18,86 %, за «Слугу народу» — 15,38 %.[6] В одномандатному окрузі найбільше голосів отримав Микола Люшняк (самовисування) — 48,51 %, за Аллу Стечишин (самовисування) — 14,11 %, за Ігоря Сопеля (Слуга народу) — 12,87 %[7].

## Релігія
- церква святого архистратига Михаїла (1886, дерев'яна; реконструйована 1989),
- Церква святого архістратига Михаїла (УГКЦ) освячено 10.08.14 р.
- капличка св. Володимира (1994).

## Пам'ятки
- Стоянка Космирин I[d] (пізній палеоліт (40—10 тис. років тому));

Є комплексна пам'ятка природи місцевого значення Космиринська травертинова скеля. Оголошена рішенням Тернопільської обласної ради від 18 червня 2009 року № 620 «Про внесення змін та доповнень до мережі територій і об'єктів природно-заповідного фонду Тернопільської області».

## Соціальна сфера
Діють Космиринська гімназія, Космиринський дошкільний навчальний заклад (дитячий садок) «Веселка», клуб, бібліотека, ФАП, 6 крамниць.
Наразі дитяче населення у селі зросло так, що у 100-річній Космиринській школі (тепер гімназія) вчаться у 2 зміни. Село просить про прискорення будівництва нової, що за проектом оцінена у 60 млн гривень.

## Громада бучацьких «амішів»
У селі Космирин велика громада консервативних християн-протестантів, яких місцеві прозивають їх «кашкетниками», бо чоловіки змалку носять картузи. Жінки носять різнобарвні хустки, тому їх ображають назвою «флюмастери». У області їх прозивають «амішами», ототожнюючи з заокеанськими амішами. Самі вони називають себе тими, хто «молиться Живому Богу», або «простаками». Космирин є центром бучацьких «амішів», бо саме з цього села походив Іван Деркач (1928—2008) — вчитель та пророк громади до своєї смерті. Також подібна громада є у селах Сновидів й Стінка.
За словами сільського голови Володимира Боєчка, у 2012 році у селі мешкали 1360 осіб, з яких третина є «українськими амішами». За його прогнозом через 10 років вони складуть більше половини населення села. Крім того, багато людей у селі є нашадками віруючих, що стали пиячити.
Християнська громада з'явилася у селі з 1927 року. За Польщі громада добре розвивалася. За Сталіна було сильне гоніння. Наразі старійшиною громади є онук Івана Деркача, хоча вірні кажуть, що «вони усі рівні перед Богом».
Автор програми «Світ навиворіт» з командою кілька днів перебували у селі Космирин на Бучаччині, де цікавився життям місцевої релігійної громади.
Дмитро Комаров разом із командою кілька днів перебував у селі Космирин, зацікавившись життям тамтешньої релігійної спільноти.
Наразі космиринські «аміші» не готові на камеру спілкуватися, однак журналісти не втрачають надію відзняти сюжет про їхній побут.

## Відомі люди

### Народилися
- релігійний діяч Е.-С. Білак,
- громадський діяч В. Кліщук.
- громадський діяч С. Дмитрик

## Галерея

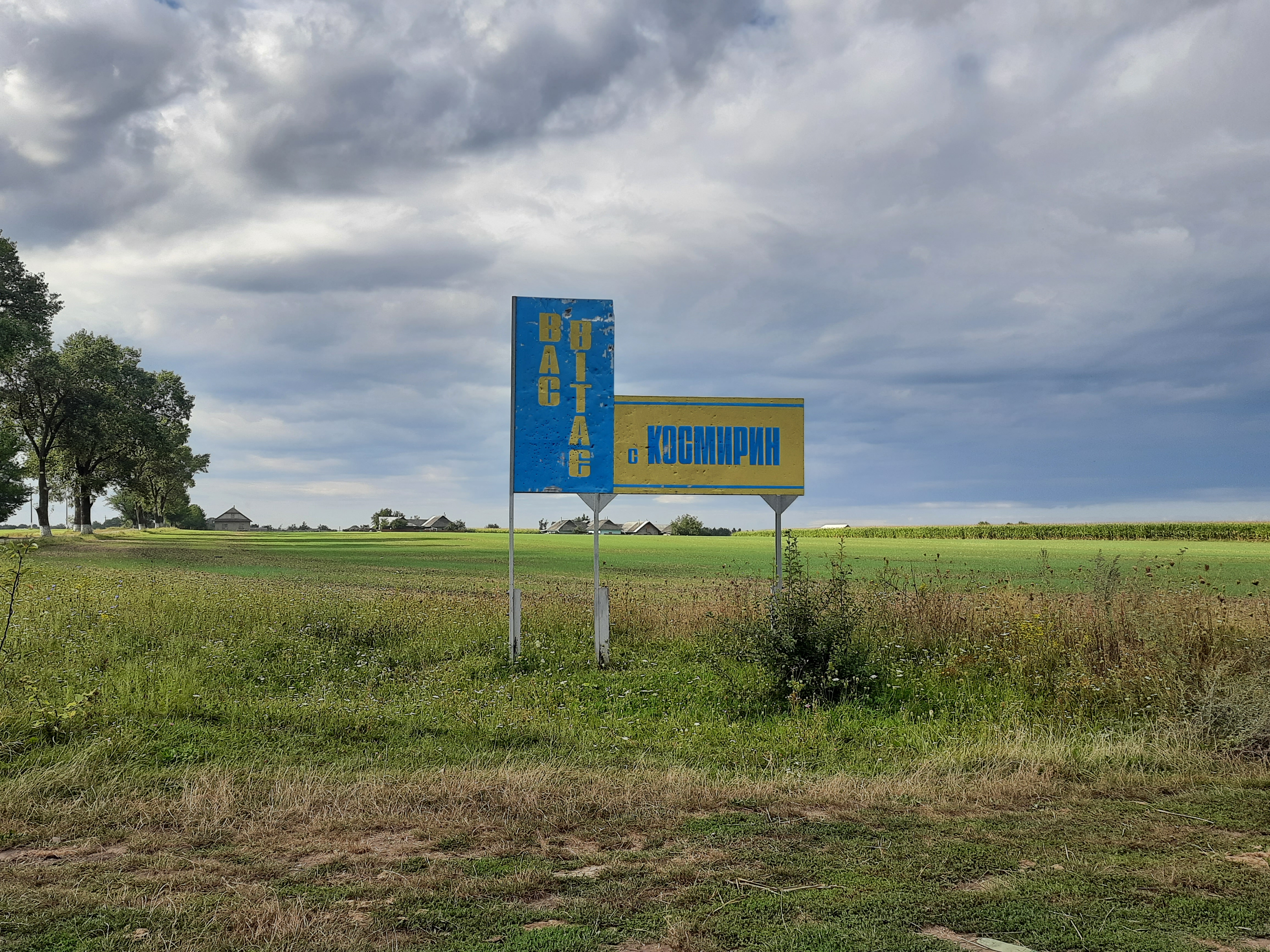
Знак при в'їзді в село
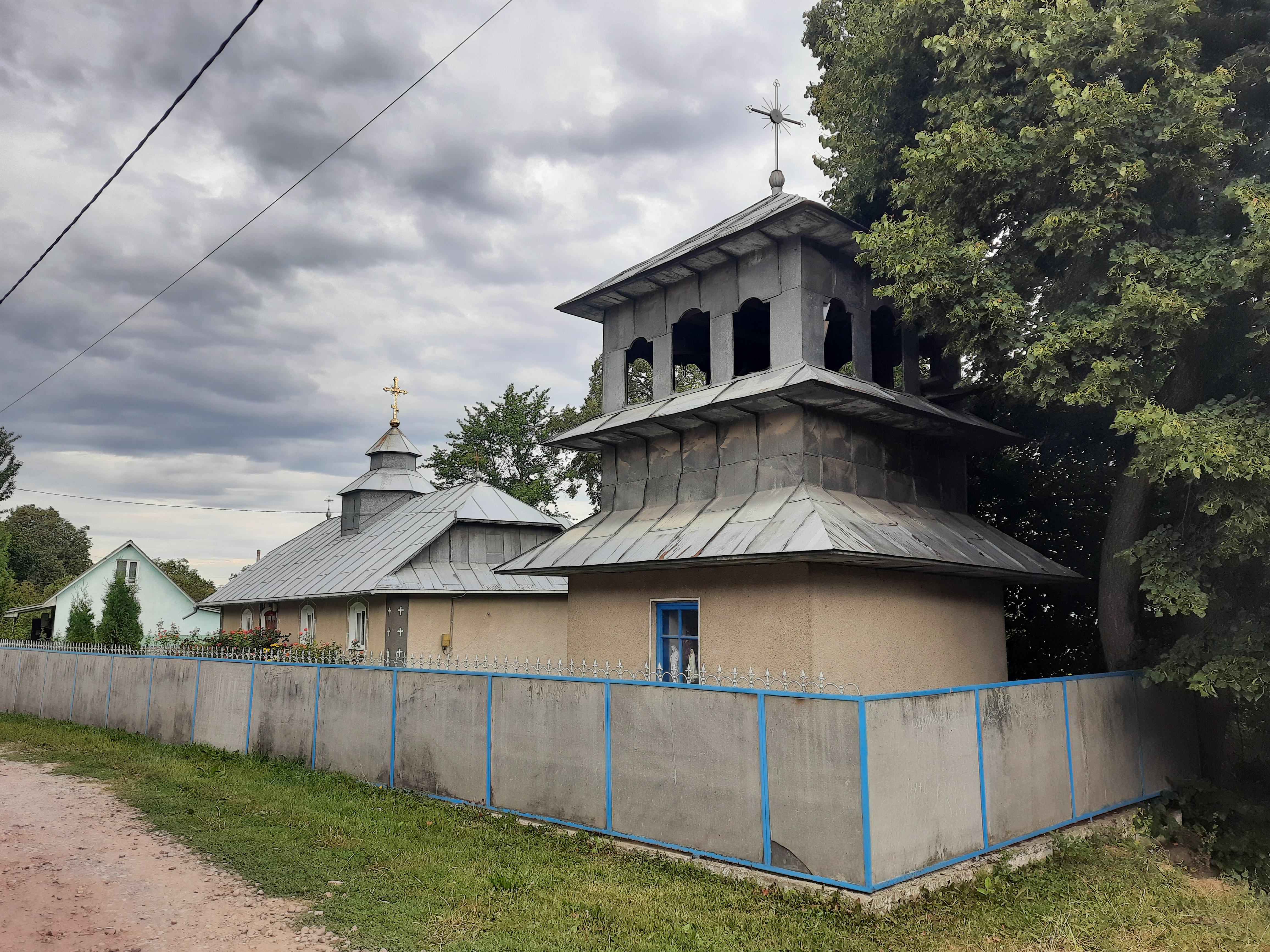
Церква Cвятого Архистратига Михаїла (1886) ПЦУ
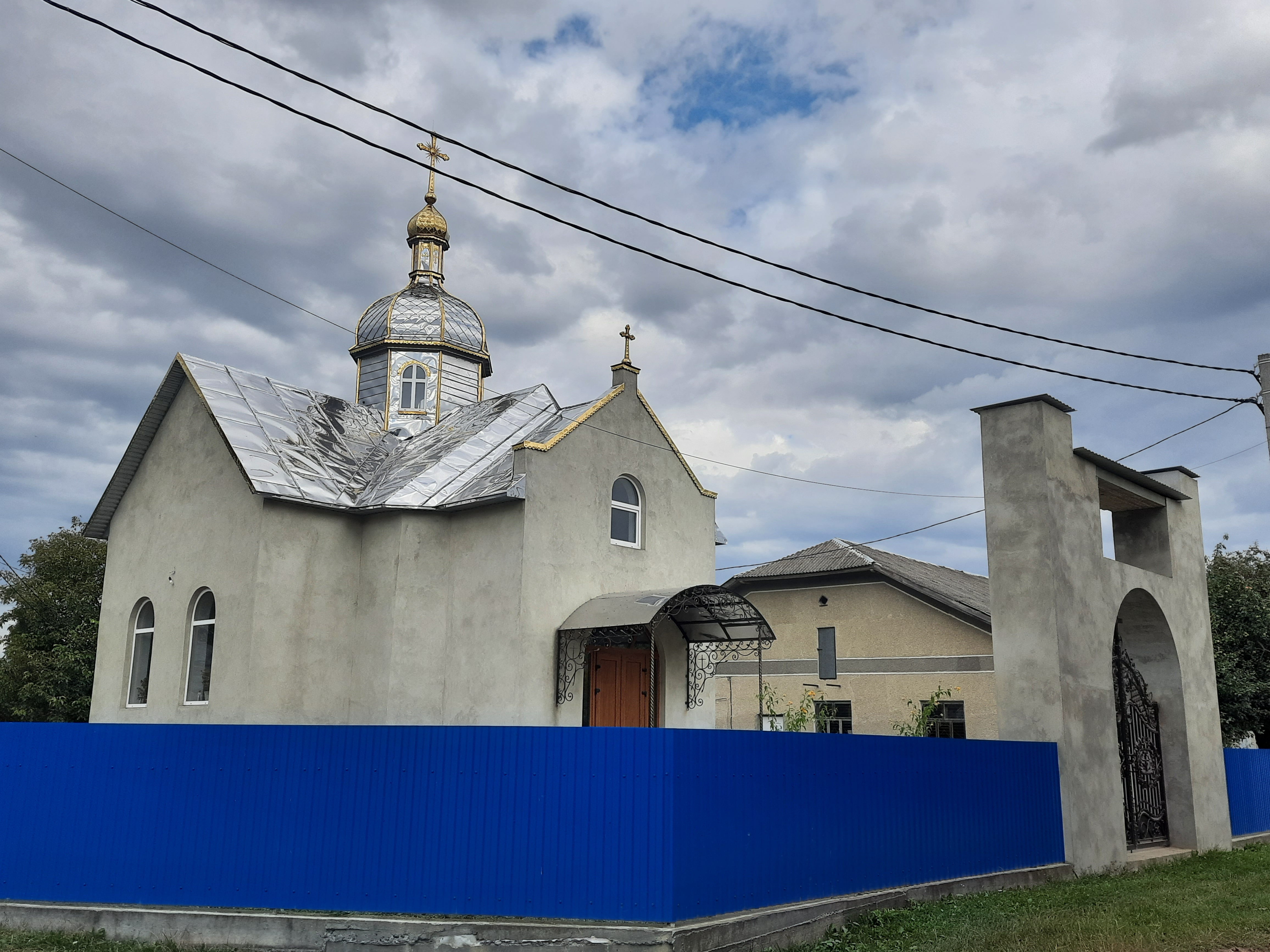
Церква Святого Архістратига Михаїла (УГКЦ)
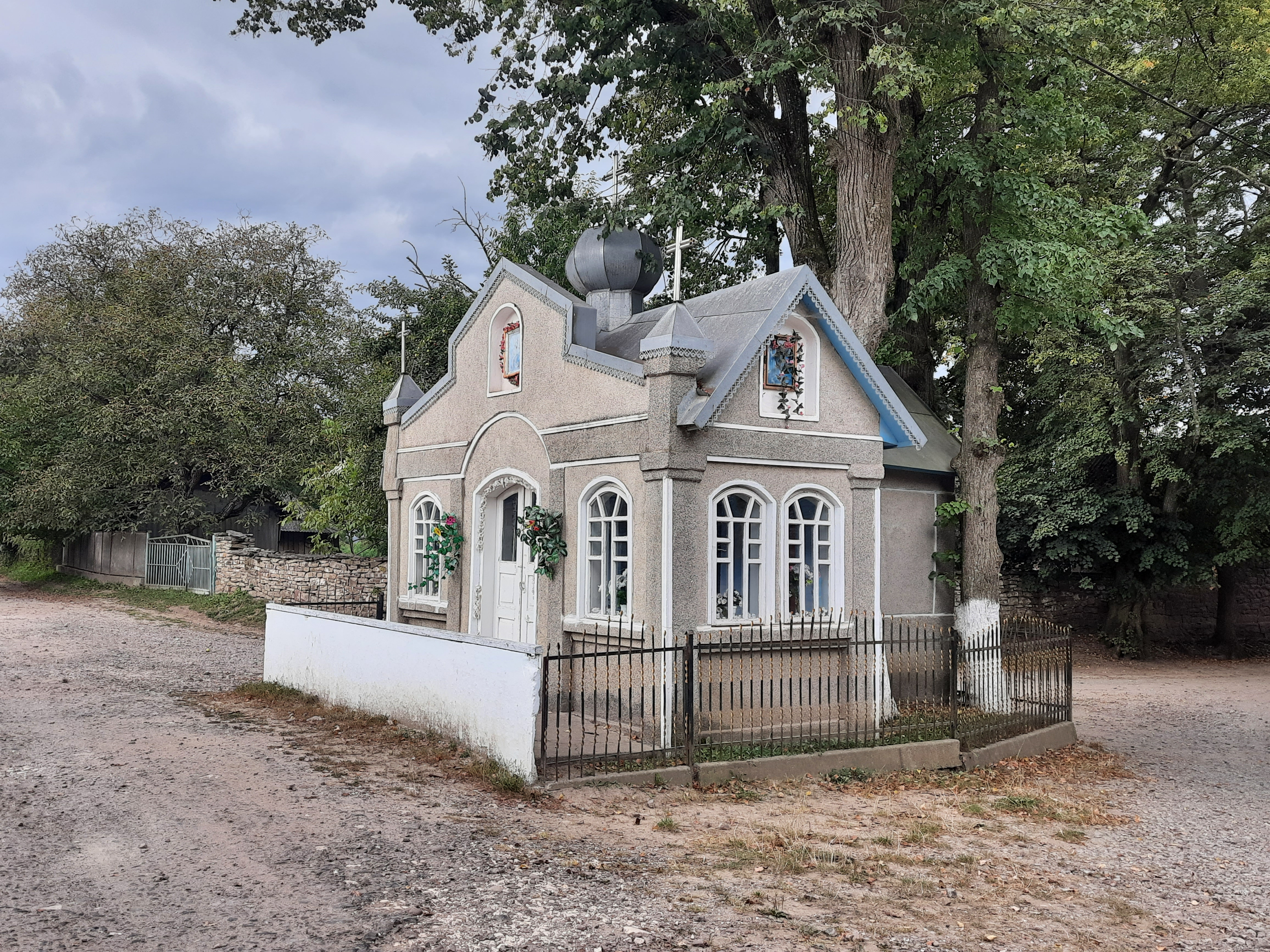
Капличка
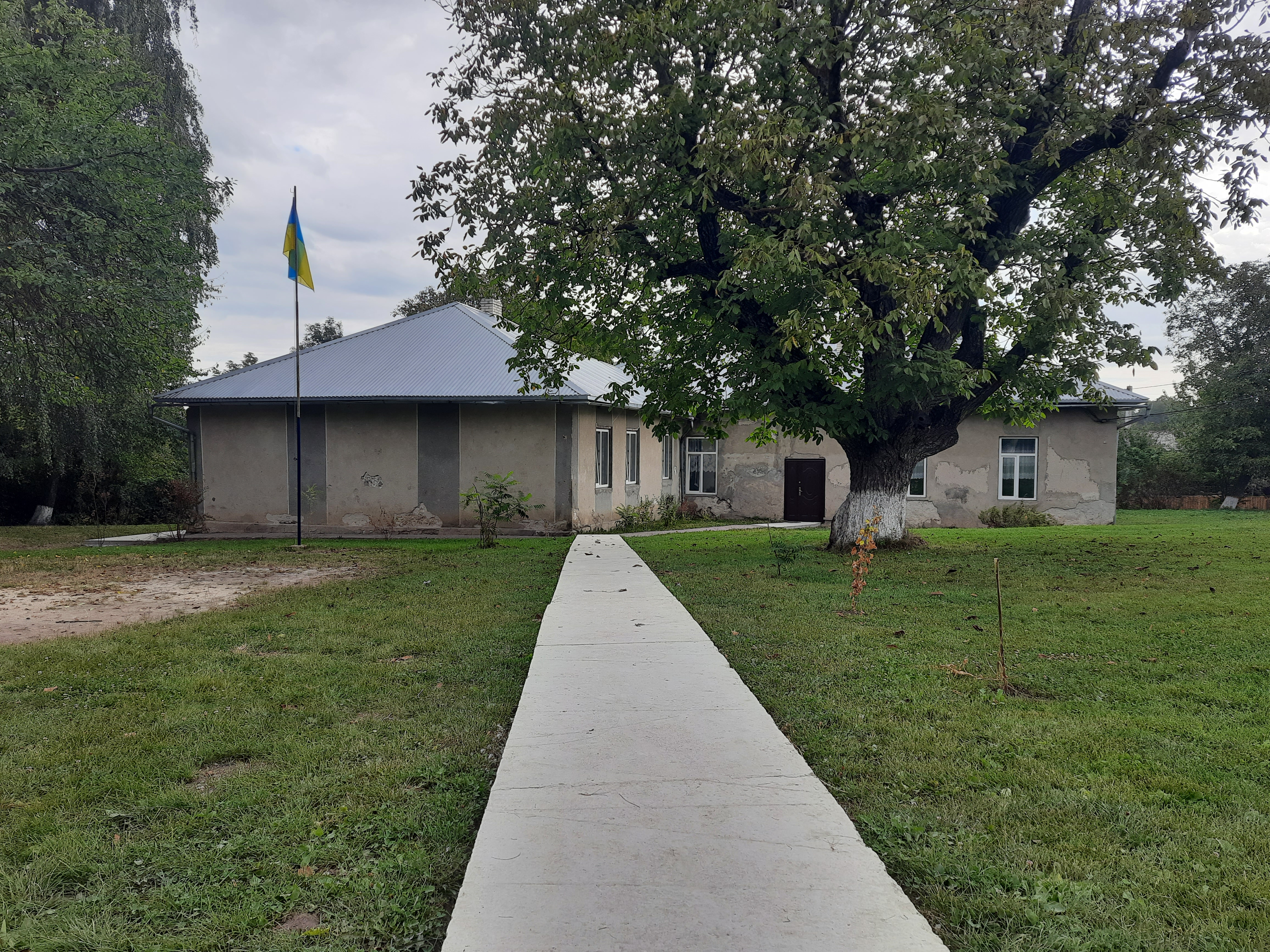
Школа

## Космирин-Легенди

### ГОРА БАБА
Мешканці села Космирин почули, що йдуть татари, то кинулись до ліса, а дехто — до печер Летячки, щоб там заховатися і перебути ворожу навалу. Коли татари ввірвалися у село, то застали тільки одну стару бабусю, яка преспокійно сиділа за великоднім столом і смачно обідала. Тікати їй вже було не під силу, видно, що й смepті вона не боялася. Татари метнулися по хатах, але людей не знайшли. Тож почали допитувати бабусю, де люди. Бабуся відповіла, що люди повтікали до лісу. Вороги обіцяли їй золоті гори, щоб вона показала місце в лісі, де сховалися мешканці села. Старенька жінка спочатку відмовлялася, а потім, ніби поторгувавшись, погодилася. За повний гаманець золотих дукатів обіцяла показати сховок втікачів. Татари зрозуміли, що старенька aні трохи не має від них страху, і погодилися.
Посадили стареньку на коня, пошуки тривали цілий день. Баба водила їх малопрохідними хащами лісу і нарешті привела до гори, що височіла над Дністром від південної частини села. Гора була покрита камінням, кущами терену і дереном. Вже вечоріло. Татари переконалися, що втікачів їм не знайти. Паша грізно спитав:
— Скажи, бабо, де втікачі?
— Не знаю, — відповіла.
І стала бабуся, як вкопана, над урвищем, розкрила гаманець, взяла пригорщу дукатів і кинула їх у зарості серед каміння, а решту — посіяла понад Дністром. Встигла сказати:
— Отак знайдете моїх односельців, як свої дукати у хвилях Дністра. Прокляті ви зайди, чужинці! Щезніть мeні з очей!
Паша наказав роздягти бабу, прив'язати до кінськoгo хвоста і волокти її доти, доки не згине. Так старенька загинула, але захистила односельців від татарського ясиру.
З тих пір гору, що височіє над Дністром, звуть Бабою.
Внизу, на другому березі Дністра, лежить село Сокирчин.
Записав 1982 р. І. Довган у с. Космирин Бучацького р-ну від І. Кривулича, 82 р.
Джерело:
«Неопалима купина. Легенди та перекази Землі Тернопільської», Тернопіль: «Джура», 2007.

### ТУГА ПОЛОНЯНКИ
На південний захід від села Космирин, над Дністром, височіє скеля, яку звуть Летячкою. Під цією скелею є печера та тaємні переходи, тепер вже обвалені. А колись у них мешканці села ховалися від набігів татар. Не тікали, а летіли, як птахи на крилах, і від того, дехто каже, й назвали те місце Летячкою. Над самою скелею росте самотній дуб — свідок минувшини, а поряд — рештки фундаменту якихось казкових споруд.
…Колись у Космирині жив багатий граф. Чи то купив на турецьких базарах, чи відбив із ясиру полонянку небаченої краси. І взяв той граф полонянку собі за дружину. Що тільки не робив, як не розвеселяв, а її личко було завжди покрите смутком, а на очах появлялися сльози. Почувала себе не дружиною багатого графа, а полонянкою.
Красуня, оповідали, була родом з далеких гіp, тужила за ними, за своїм рідним краєм, ніяк не могла прижитися на рівнині. Туга сушила її серце. А щоб розбити цю тугу, пан побудував для коханої на скелі, над самою дністровською прірвою, альтанку, а вище, на pівнoмy місці, — парк, розвів ставок з водоспадом та білими лебедями, посадив заморські дерева і пахучі рожі. З висоти альтанки красуня дивилася на Дністер, на синіючі вдалині ліси. Це мало нагадувати їй рідну землю, відвертати від печальних дум й туги.
Однак і в тому чарівному затишку дружина пана почувала себе полонянкою. ‘У"весь час наспівувала тужливих пісень, які часто переходили в гіpкe ридання. Пан розважав її музикою, приводив весельчаків, показував танці. Не помагало. Брав на полювання, але смуток не сходив з її милого, але блідого личка. Слугам пан наказав берегти дружину, як своє здоров'я.
Туга за рідним краєм убила дружину графа. Одного ранку, коли пана не було вдома, вийшла красуня в альтанку над Дністром, заридала тяжко, кинулася вниз зі скелі — і вбилася.
З того часу тут ночами завиває у скелях вітep, плаче за красунею. Кричать тривожно сови, шумить тужливо дуб, а людиговорять, що причувається, як ридає красуня-полонянка.
Записали 1982 р. І. К. Довган та П. К. Медведик у с. Космирин Бучацького р-ну від І. Кривулича, 82 р.
Джерело:
«Неопалима купина. Легенди та перекази Землі Тернопільської», Тернопіль: «Джура», 2007.

### НАД БАБОЮ
Недалеко села Космирина, над урвищем Дністра, є місце, що зветься Над Бабою.
Повідають, що колись давно тут на село наскочили татари. Мешканці зазнали несподіваного нападу, стали одчайдушно оборонятися. Хто що зловив у руки — бив ворога. Серед оборонців була міцна і відважна молодиця Ганна. Вона вхопила косу і несамовито рубала та колола непрошених гостей.
— Щоби-сте вигинули до ноги, гидото бусурманська, — кричала та смілива жінка.
Ніxтo з тaтapів не ввійшов на її подвір'я. Бо стала за pіг хати і, як тільки появиться котлата голова ворога, — знищувала його.
— А на маєш! Згинь, пройдисвіте.
Схопила та Ганна й татарського старшину й послала на той світ чортам кози пасти.
Бусурмани, як тa комашня літом, прибували й прибували. Зойк, крик, лемент полонянок розпирав повітря. Горіли хати. Татари, розлючені за свого старшину, схопили Ганну на аркан. Прив'язали до неї великий камінь — і кинули, кляті, Ганну зі скелі в Дністер, де вона й загинула.
Мешканці села кидають весною віночки на воду Дністра в тому місці, де втопили Ганну.
Записав 1984 р. П. Медведик у с. Космирин Бучацького р-ну від Д. Карача, 66 р.
Джерело:
«Неопалима купина. Легенди та перекази Землі Тернопільської», Тернопіль: «Джура», 2007.